# Lori Petty
Lori Lee Petty (Chattanooga, 14 de outubro de 1963) é uma atriz norte-americana.
Em 2004, foi indicada ao Prisma Award por sua participação na série NYPD Blue.
Participou do filme Caçadores de Emoção, com Keanu Reeves, onde fez o papel de Tyler.
Ela estrelou, como atriz convidada, na segunda temporada, e tornou-se personagem recorrente nas terceira e quarta temporadas de Orange Is the New Black, uma série original da Netflix, interpretando Lolly Whitehill. Lori também apareceu na série televisiva Prison Break, no último episódio da quarta temporada.
Estrelou o filme Tank Girl como Rebecca Buck.
Ela também fez participação em alguns episódios da 5° temporada da série Dr. House como Janice.

## Filmografia

### Cinema
| Year | Title                         | Role                                  | Notes                              |
| ---- | ----------------------------- | ------------------------------------- | ---------------------------------- |
| 1988 | ...They Haven't Seen This...  | The Girl                              | Short film                         |
| 1990 | Cadillac Man                  | Lila                                  |                                    |
| 1991 | Point Break                   | Tyler Ann Endicott                    |                                    |
| 1992 | A League of Their Own         | Kit Keller                            |                                    |
| 1993 | Free Willy                    | Rae Lindley                           |                                    |
| 1993 | Poetic Justice                | Penelope                              |                                    |
| 1994 | The Glass Shield              | Deputy Deborah Fields                 |                                    |
| 1994 | In the Army Now               | Christine Jones                       |                                    |
| 1995 | Tank Girl                     | Rebecca Buck, Tank Girl               |                                    |
| 1996 | Countdown                     | Sara Daniels                          |                                    |
| 1998 | Relax...It's Just Sex         | Robin Moon                            |                                    |
| 1999 | The Arrangement               | Candy                                 |                                    |
| 1999 | Clubland                      | India                                 |                                    |
| 2001 | MacArthur Park                | Kelly                                 |                                    |
| 2001 | Firetrap                      | Lucy                                  |                                    |
| 2001 | Route 666                     | Deputy U.S. Marshal Stephanie 'Steph' |                                    |
| 2001 | Horrible Accident             | Six                                   |                                    |
| 2003 | Prey for Rock & Roll          | Faith                                 |                                    |
| 2006 | Cryptid                       | Dr. Lean Carlin                       |                                    |
| 2007 | Broken Arrows                 | Erin                                  |                                    |
| 2008 | The Poker House               |                                       | Writer/director; directorial debut |
| 2009 | Prison Break: The Final Break | Daddy                                 | Direct-to-video                    |
| 2010 | Chasing 3000                  | Deputy Fryman                         |                                    |
| 2014 | Happy Fists Claudia           | Brenda                                |                                    |
| 2016 | Dead Awake                    | Dr. Sykes                             |                                    |
| 2018 | Fear, Love, and Agoraphobia   | Francis                               |                                    |
| 2020 | A Deadly Legend               | Wanda Pearson                         |                                    |
| 2021 | The Survivalist               | Radio Operator                        |                                    |
| TBA  | You're All Gonna Die          | Donatella                             | Post-production                    |

### Televisão

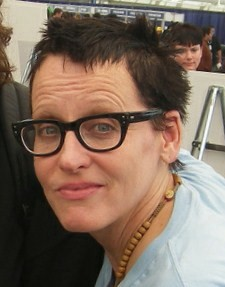
Lori Petty em 2008

| Year      | Title                                       | Role                         | Notes                                                           |
| --------- | ------------------------------------------- | ---------------------------- | --------------------------------------------------------------- |
| 1985      | The Equalizer                               | Brandi (Hooker)              | Episode: "The Lock Box"                                         |
| 1986      | The Twilight Zone                           | Lori Pendleton               | Episode: "The Library"                                          |
| 1987      | Stingray                                    | Lisa Perlman                 | Episode: "Bring Me the Hand That Hit Me"                        |
| 1987      | Bates Motel                                 | Willie                       | Television film                                                 |
| 1987      | Head of the Class                           | Molly                        | 2 episodes                                                      |
| 1988      | The Thorns                                  | 'Cricket' Henshaw            | Regular role (12 episodes)                                      |
| 1988      | Miami Vice                                  | Carol                        | Episode: "Love at First Sight"                                  |
| 1988      | Freddy's Nightmares                         | Chris Ketchum                | Episode: "Killer Instinct"                                      |
| 1988      | Police Story: Monster Manor                 | Jeannie Pardonales           | Television film                                                 |
| 1989      | Perry Mason: The Case of the Musical Murder | Cassie                       | Television film                                                 |
| 1989      | Alien Nation                                | Sally 'Sal'                  | Episode: "Fifteen with Wanda"                                   |
| 1989–1990 | Booker                                      | Suzanne Dunne                | Recurring role (10 episodes)                                    |
| 1990      | Grand                                       | Medea                        | Episode: "A Boy and His Dad"                                    |
| 1996      | Lush Life                                   | Georgette 'George' Sanders   | Regular role (7 episodes)                                       |
| 1997      | Profiler                                    | Robin Poole, Marjorie Brand  | Episodes: "Venom: Parts 1 & 2"                                  |
| 1997      | Superman: The Animated Series               | Leslie Willis / Livewire     | Voice, 2 episodes                                               |
| 1998      | The New Batman Adventures                   | Leslie Willis / Livewire     | Voice, episode: "Girls' Night Out"                              |
| 1998–1999 | Brimstone                                   | Maxine                       | Recurring role (7 episodes)                                     |
| 1999      | Star Trek: Voyager                          | Noss                         | Episode: "Gravity"                                              |
| 2000      | The Hunger                                  | Lisette                      | Episode: "Double"                                               |
| 2001      | The Beast                                   | Rita                         | Episode: "The Delivery"                                         |
| 2001      | The Parkers                                 | Show Host                    | Episode: "Family Ties and Lies"                                 |
| 2002      | ER                                          | Shane                        | Episode: "Orion in the Sky"                                     |
| 2003      | NYPD Blue                                   | Joyce Bradovich              | Episode: "I Kid You Not"                                        |
| 2004      | Line of Fire                                | Laurie McBride               | Episode: "Mother & Child Reunion"                               |
| 2004      | The Karate Dog                              | COLAR                        | Voice, television film                                          |
| 2005      | CSI: NY                                     | Maddy                        | Episode: "Corporate Warriors"                                   |
| 2006      | Masters of Horror                           | Judith                       | Episode: "Fair-Haired Child"                                    |
| 2008–2009 | House                                       | Janice Burke                 | 3 episodes                                                      |
| 2009      | Prison Break                                | Daddy                        | Episodes: "The Final Break", "Free", "The Old Ball and Chain"   |
| 2009      | The Cleaner                                 | 'Sunshine'                   | Episodes: "Split Ends", "The Things We Didn't Plan"             |
| 2014–2019 | Orange Is the New Black                     | Lolly Whitehill              | Recurring role (19 episodes)                                    |
| 2016      | Gotham                                      | Jeri                         | Episode: "Wrath of the Villains: This Ball of Mud and Meanness" |
| 2017      | Hawaii Five-0                               | Jenny Kitson                 | Episode: "Wehe 'ana (Prelude)"                                  |
| 2017      | Transformers: Robots in Disguise            | Nightra                      | Voice, episode: "Guilty as Charged"                             |
| 2017      | Danger & Eggs                               | Ruelle, Madame Aubergine     | Voice, episode: "Morning Routine/Lost & Found"                  |
| 2017      | Swedish Dicks                               | Madame Roux                  | Episode: "Dial M for Medium"                                    |
| 2018      | Robot Chicken                               | Miss Grundy, Anna Mary Jones | Voice, episode: "Never Forget"                                  |
| 2019      | Summer Camp Island                          | Ms. Pinch                    | Voice, episode: "I Heart Heartforde"                            |
| 2021      | Immortal Compass                            | Detective Williamson         | Episode: "Part 10: Closure"                                     |
| 2021      | Station Eleven                              | Sarah, The Conductor         | Main cast, miniseries                                           |

### Video games
| Year | Title                         | Role                     |
| ---- | ----------------------------- | ------------------------ |
| 2002 | Superman: Shadow of Apokolips | Leslie Willis / Livewire |